# Axel a Helena van der Kraanovi

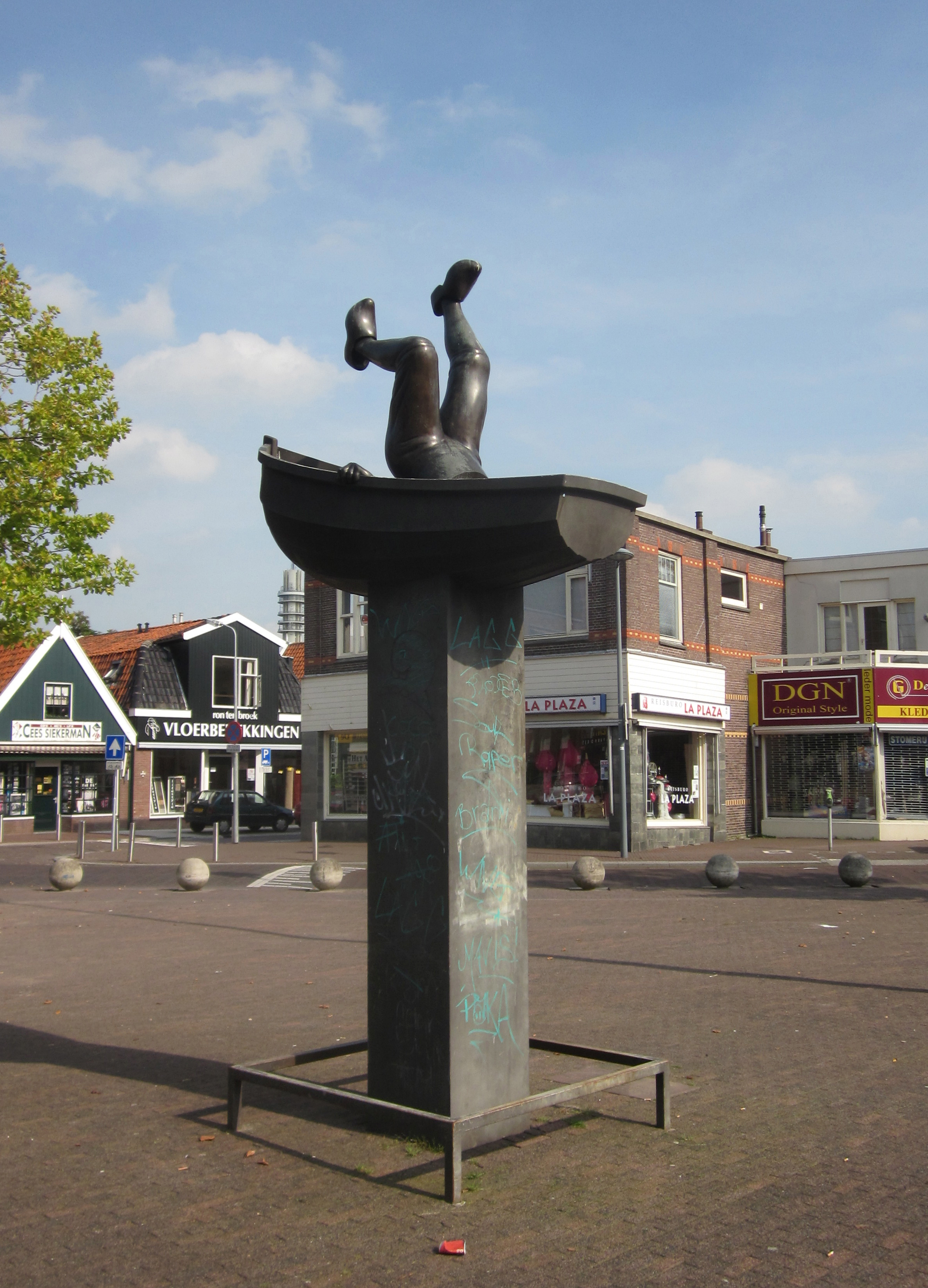
Keteltje (1999), Wormerveer.

Axel a Helena van der Kraanovi (nizozemsky Axel en Helena van der Kraan) byla sochařská dvojice z Nizozemska, kterou tvořili Axel van der Kraan (* 1949) a Helena van der Kraan-Maazel (roz. Helena Jiřina Mazl, 14. června 1940, Praha, Protektorát Čechy a Morava – 14. června 2020), aktivní jako sochaři, fotografové a kreslíři.

## Životopis
Žili a pracovali společně v Rotterdamu od roku 1987. V roce 1989 jim byla udělena cena Hendrika Chabota. V roce 1990 se uskutečnila v muzeu Boymans Van Beuningen retrospektiva jejich děl, soch, kreseb a fotografií.
Helena van der Kraan-Maazel zemřela na rakovinu 14. června 2020 (v den svých 80. narozenin) v Rotterdamu.
Říkalo se o ní, že je umělkyně, která „pozorně sledovala pohledem, kterým zaznamenávala okolí v tichých portrétech“.

## Práce ve veřejném prostoru
- 1989, Schillepaard van de Schilderswijk, Haag
- 1999, Keteltje, Wormerveer
- 2006, De Smid, Barendrecht

## Galerie

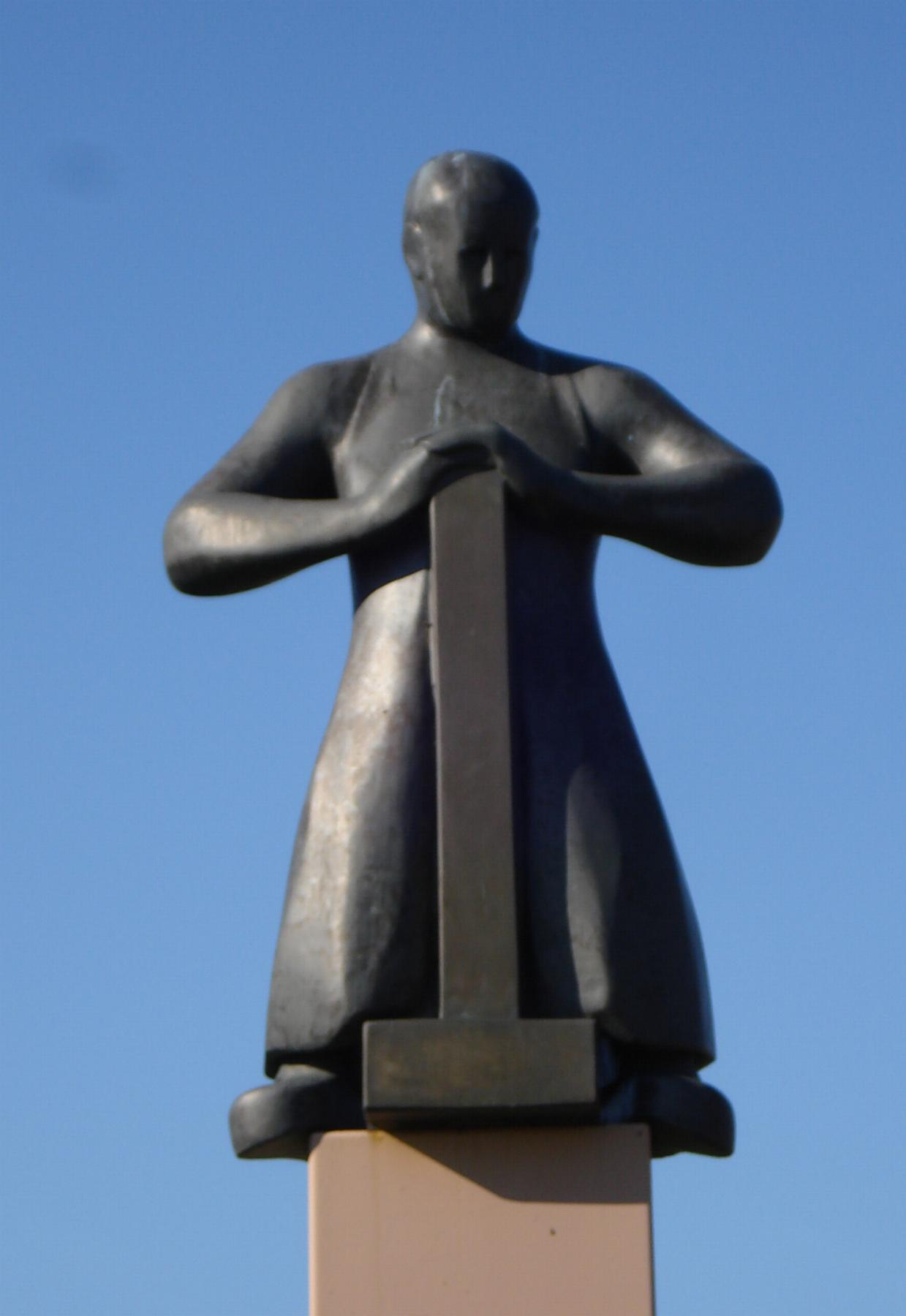
Barendrecht kunstwerk de smit
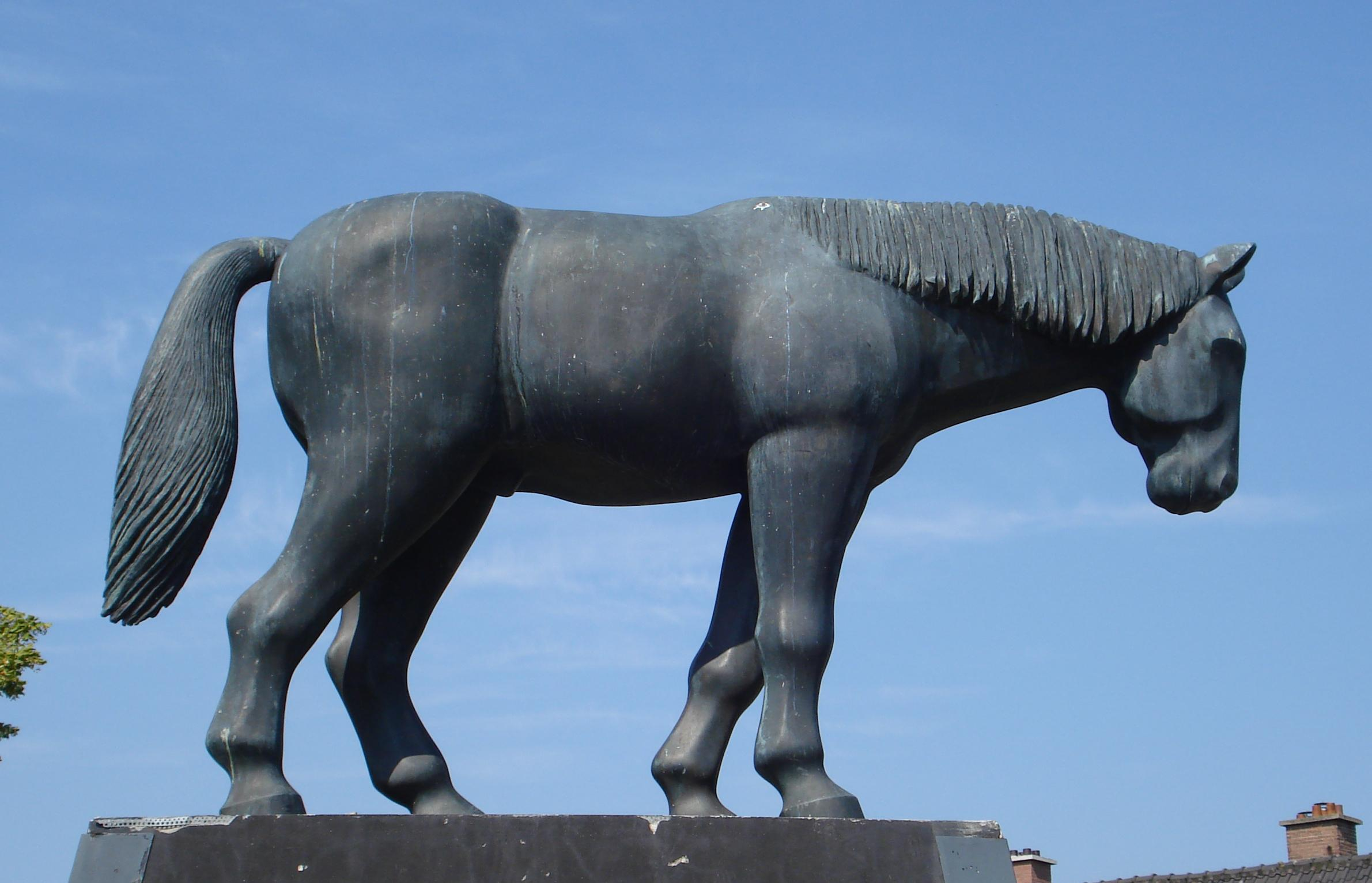
Denhaag kunstwerk schillepaard schilderswijk